# Methone (řecká mytologie)
Methone (řecky Μεθώνη) byla v řecké mytologii manželka argonauta a krále Poia z Meliboie v Thesálii. Měla s ním syna Filoktéta, který v Trójské válce před Trojou zabil prince Parida.
Meliboia byla v řecké mytologii manželka krále Magna (starořecky: Μάγνης, Mágnēs), který po ní pojmenoval město Meliboia v Thesálii. Město Meliboia (Melivoia) se stalo královstvím ve východní Thesálii (severní Magnesia). Od roku 2011 je obcí v regionu Lárisa. Přesné místo starověké Meliboie není známo.